# HMS Spartiate (1798)
HMS Spartiate (Корабль Его Величества «Спартиат») — 74-пушечный линейный корабль третьего ранга. Первый корабль Королевского флота, названный HMS Spartiate. Первоначально был французским судном типа Temeraire и носил название Sparti, но был захвачен британским флотом во время сражения на Ниле. Впоследствии корабль вошел в состав Королевского флота и был переименован в Spartiate. Он продолжал службу до 1842 года, приняв участие в Сражении при Трафальгаре.

## Захват
Sparti, под командованием капитана Мориса-Жюльена Буверже, входил в состав французской эскадры Франсуа-Поля Брюейса, которая прикрывала транспорты с войсками направленными для захвата Египта. После высадки войск Брюейс перешёл вместе с флотом в Абукирскую бухту, где корабли стали на якорь в боевой линии под защитой флотилии канонерских лодок, четырех фрегатов и батарей на острове Абукир. Вечером 1 августа 1798 года за полчаса до захода солнца началась Битва на Ниле, когда французский флот был атакован эскадрой Нельсона. Sparti, будучи третьим кораблем французского авангарда, был атакован сразу двумя кораблями - 74-пушечными Theseus и флагманом Нельсона Vanguard. Экипаж Sparti вёл бой в течение двух часов, но когда он был атакован еще и 74-пушечным Audacious, исход боя был предрешен. Лишившись всех мачт и потеряв 64 человека убитыми и 150 ранеными Sparti капитулировал. 14 августа 1798 года корабль, уже переименованный в Spartiate, вместе с другими захваченными кораблями был отправлен в Гибралтар, а оттуда в Англию.

## Британская служба
Spartiate прибыл в Плимут 13 июля 1799 года, после чего был отправлен на верфь для ремонта, который продолжался до начала 1800 года. В феврале 1800 года Spartiate вступил в строй под командованием капитана Стюарта.
После того как Вильнев отплыл из Тулона в Вест-Индию 29 марта 1805 года с эскадрой из одиннадцати линейных кораблей, шести фрегатов и двух шлюпов, Spartiate в составе эскадры Нельсона устремился за ним в погоню. Британцам так и не удалось обнаружить там франко-испанский флот, а 12 июня Нельсон узнал об уходе союзников и он с 11 кораблями вновь пустился в свою неутомимую погоню. Однако Вильнёв взял курс на Ферроль, а Нельсон на Кадис, полагая что противник направляется в Средиземное море.
21 октября 1805 года Spartiate, под командованием капитана Фрэнсиса Лафорея, входил в состав колонны вице-адмирала Горацио Нельсона в битве при Трафальгаре. Spartiate находился в арьергарде британского флота, а потому прибыл к месту сражения когда битва уже подходила к концу. Однако вскоре к месту боя подошли несколько кораблей из авангарда союзников, до этого момента не вступавшие в сражение. Spartiate и его передний мателот Minotaur, обменявшись залпами с Formidable, Duguay-Trouin, Mont-Blanc и Scipion атаковали 80-пушечный испанский корабль Neptuno. Он спустил флаг после боя, продолжавшегося около часа, за время которого испанский корабль потерял бизань-мачту, а также грот- и фок-стеньги. В сражении Spartiate потерял 3 человека убитыми и 20 ранеными.
После Трафальгарского сражения Spartiate вернулся в Плимут на ремонт, который продолжался с декабря 1805 по февраль 1806 года. После этого он присоединился к флоту канала и, в течение следующих двух лет, принимал участие в блокаде Рошфора, отлучаясь лишь для ремонта и пополнения запасов.
В январе 1808 года он вошел в состав эскадры адмирала Стрэчена, которая была направлена на поиски французской эскадры Закари 
Аллемана, прорвавшей блокаду Рошфора. 21 февраля 1808 года Spartiate присоединился к средиземноморскому флоту в Палермо, и находился там до конца 1809 года. В июне 1809 года он принял участие в нападении на острова Искья и Прочида.
Spartiate оставался в строю до 1835 года, после чего был отправлен в резерв в Плимуте. Он находился в резерве до 1842 года, после чего был переоборудован в плавучий кран. Он оставался в этой роли до 1857 года, когда он был отправлен на слом и 
разобран.

## Интересные факты
Во время Трафальгарского сражения первым лейтенантом Spartiate был Джеймс Клефан. За его мужество в бою экипаж корабля 
преподнес ему в подарок судовой флаг. Этот флаг, недавно найденный в ящике одним из потомков Джеймса Клефана, оказался последним из сохранившихся флагов английских кораблей, принимавших участие в Трафальгарской битве. В день 204-летнего юбилея битвы, 21 октября 2009 года, он был продан на аукционе в Лондоне. При начальной заявленной цене в £14,000 флаг был продан за £384,000.